# آرامگاه افسروالا
آرامگاه افسروالا در مجموعه آرامگاه همایون دهلی نو هند واقع شده است. آرامگاه افسروالا متشکل از یک آرامگاه یادمانی و یک مسجد است. مشخص نیست این آرامگاه متعلق به کیست. این آرامگاه بخشی از میراث جهانی یونسکو مجموعه آرامگاه همایون است.

## نام و قدمت
بر اساس توضیحات سازمان باستان‌شناسی هند، نام افسروالا می‌تواند به یک فرمانده نظامی اشاره داشته باشد. نظریه جدیدتری هم وجود دارد که اشاره می‌کند طایفه‌ای ایرانی به نام افسر وجود داشته و اشاره می‌کند که افسرهای متعددی در دربار اولیه مغول به کار گرفته می‌شدند، از جمله یک نفر که به نصیرالدین همایون در بازپسگیری هند در سال ۱۵۵۵ کمک کرد.
روی یکی از قبرهای آرامگاه عدد ۹۷۴ حک شده که به عقیده سازمان باستان‌شناسی هند نشان دهنده سال ۹۷۴ هجری قمری (۱۵۶۶/۱۵۶۷ میلادی) است.

## نگارخانه

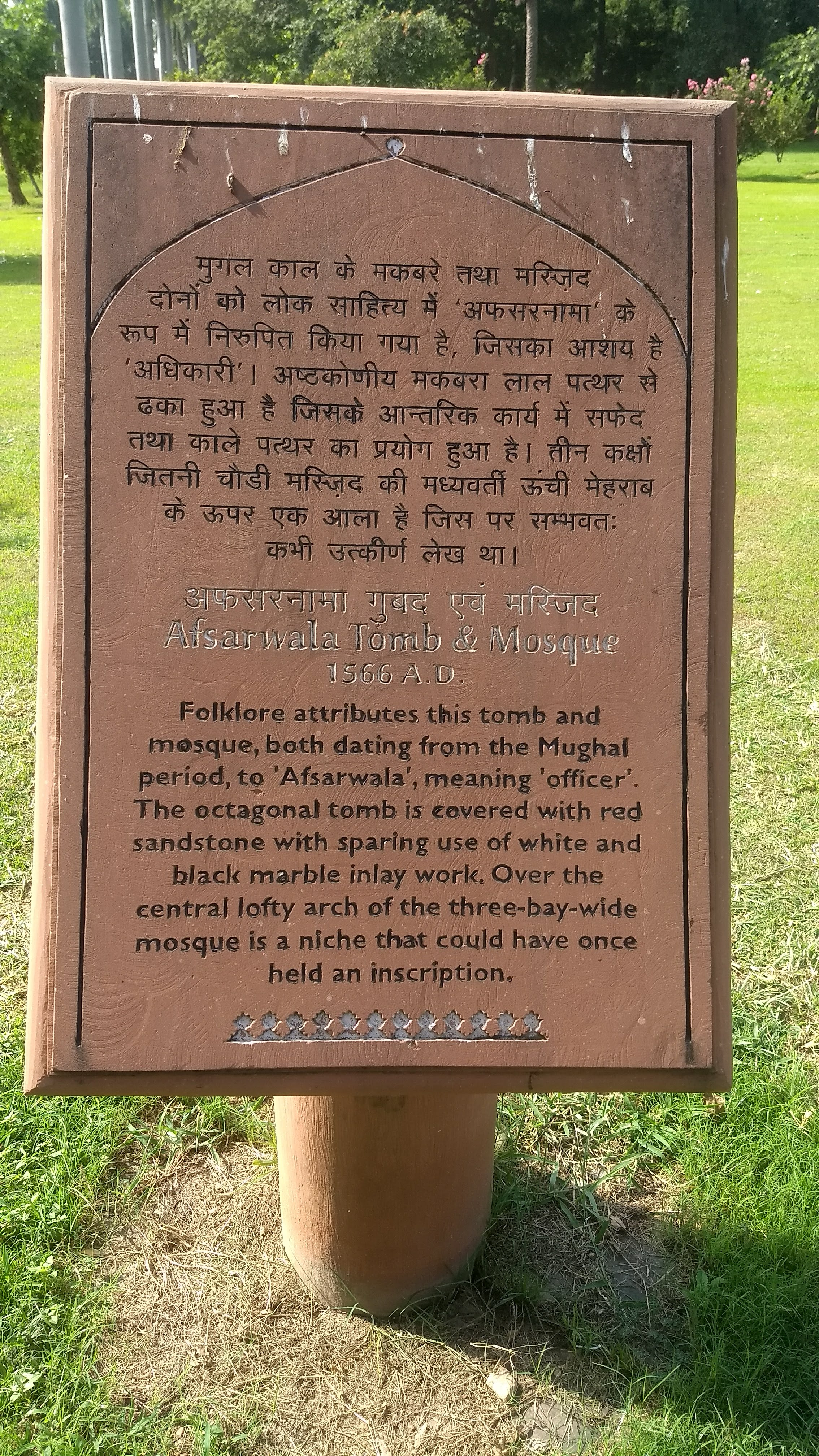
پلاک بیرون مجتمع
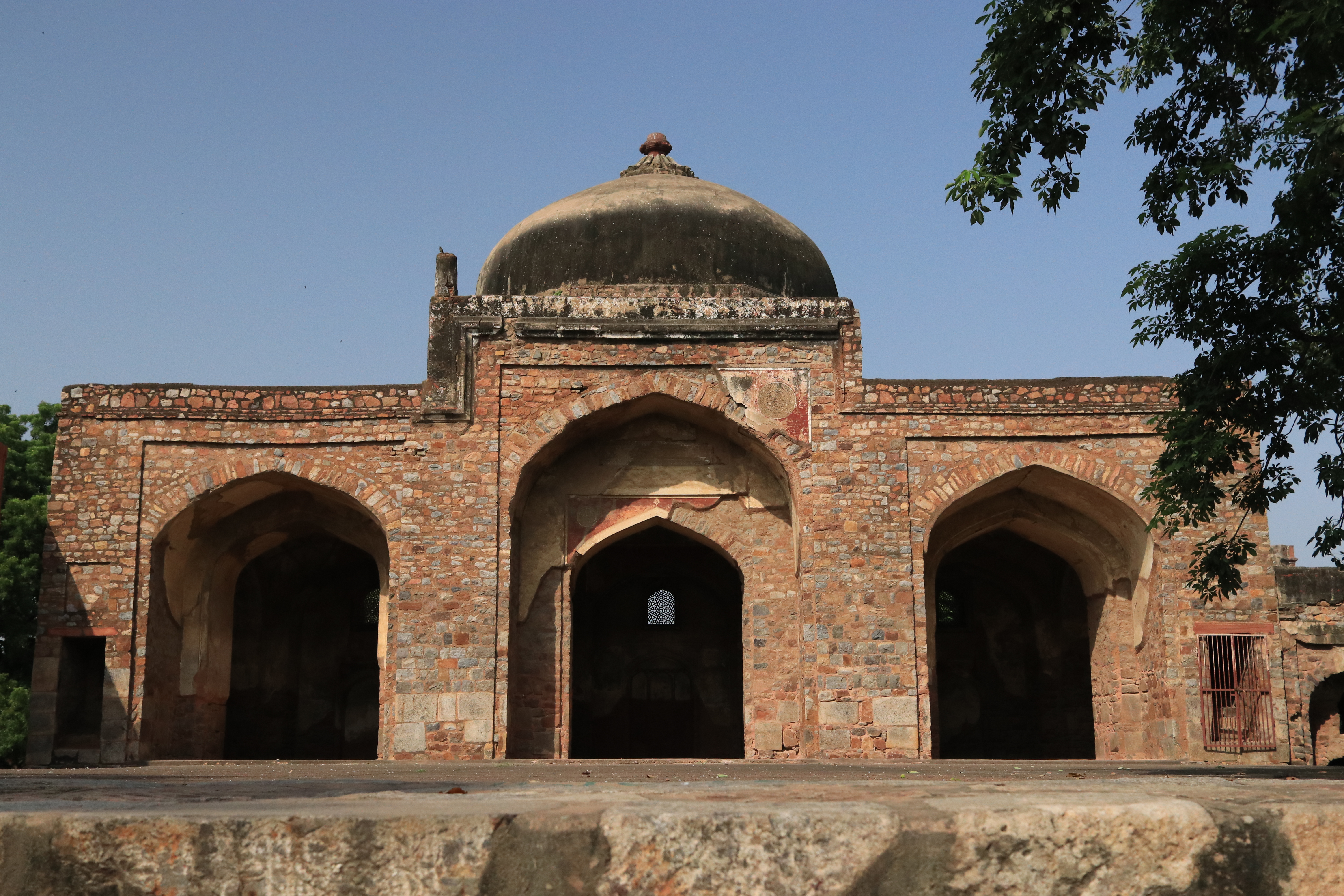
مسجد افسروالا
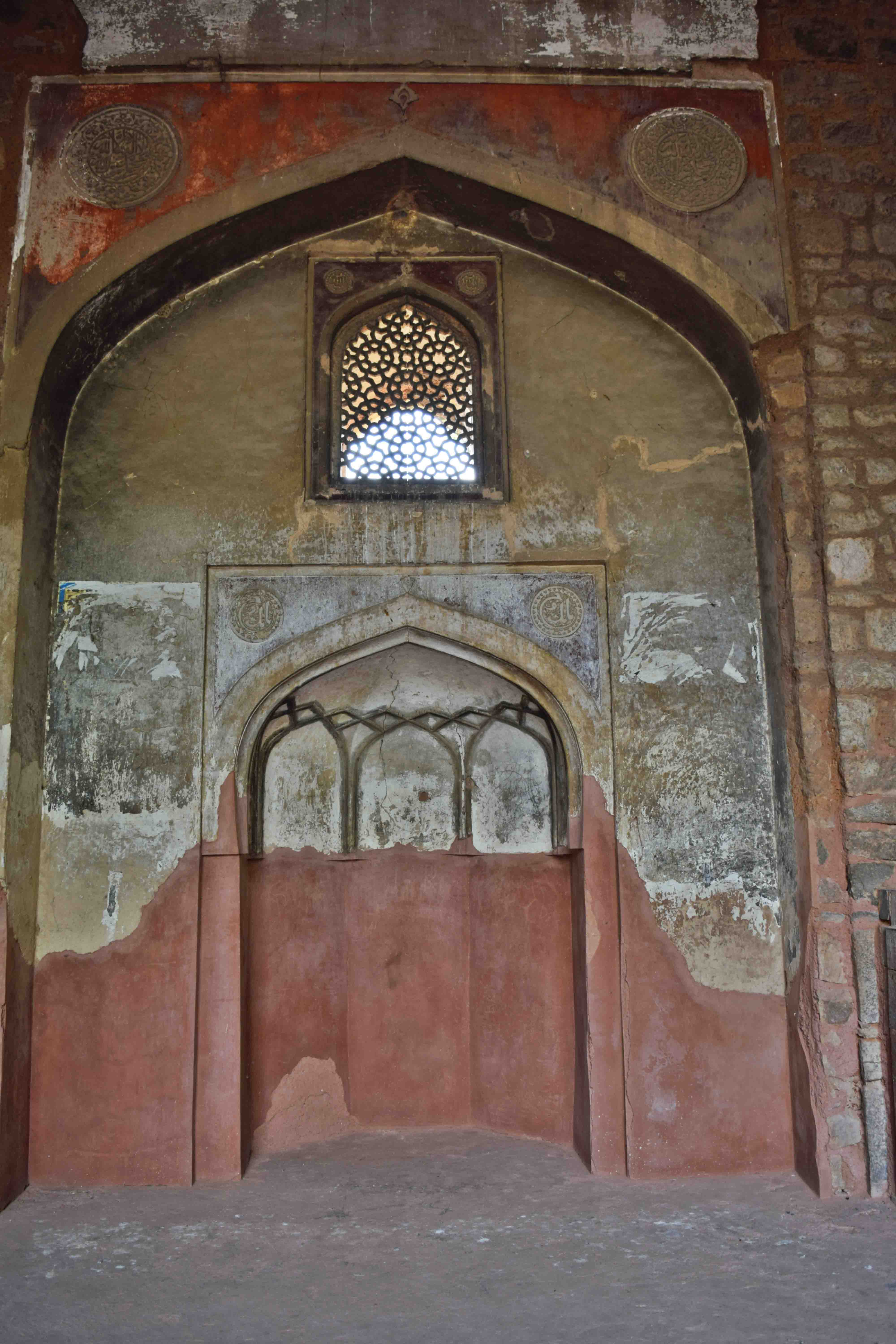
محراب مسجد
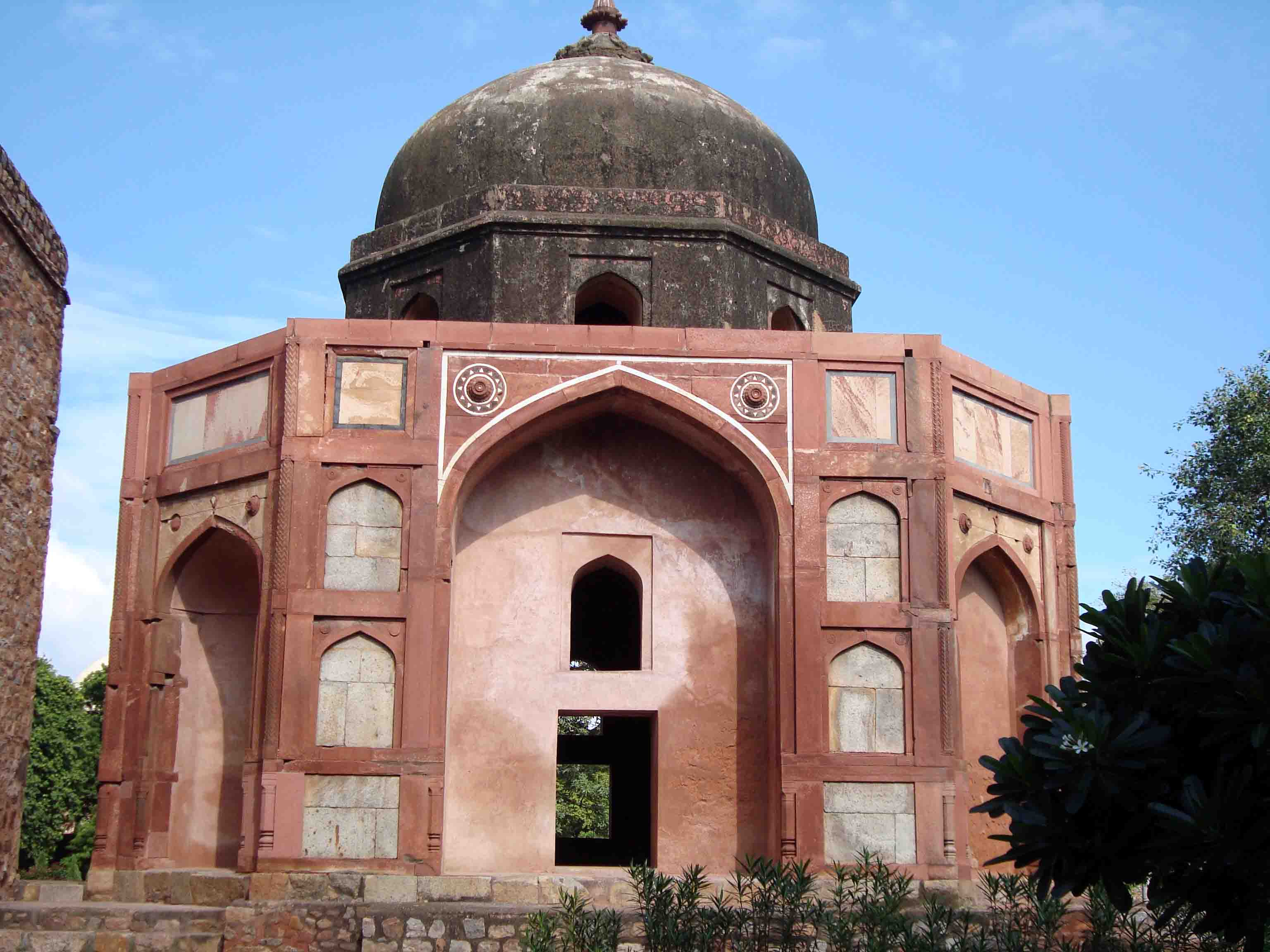
آرامگاه افسروالا
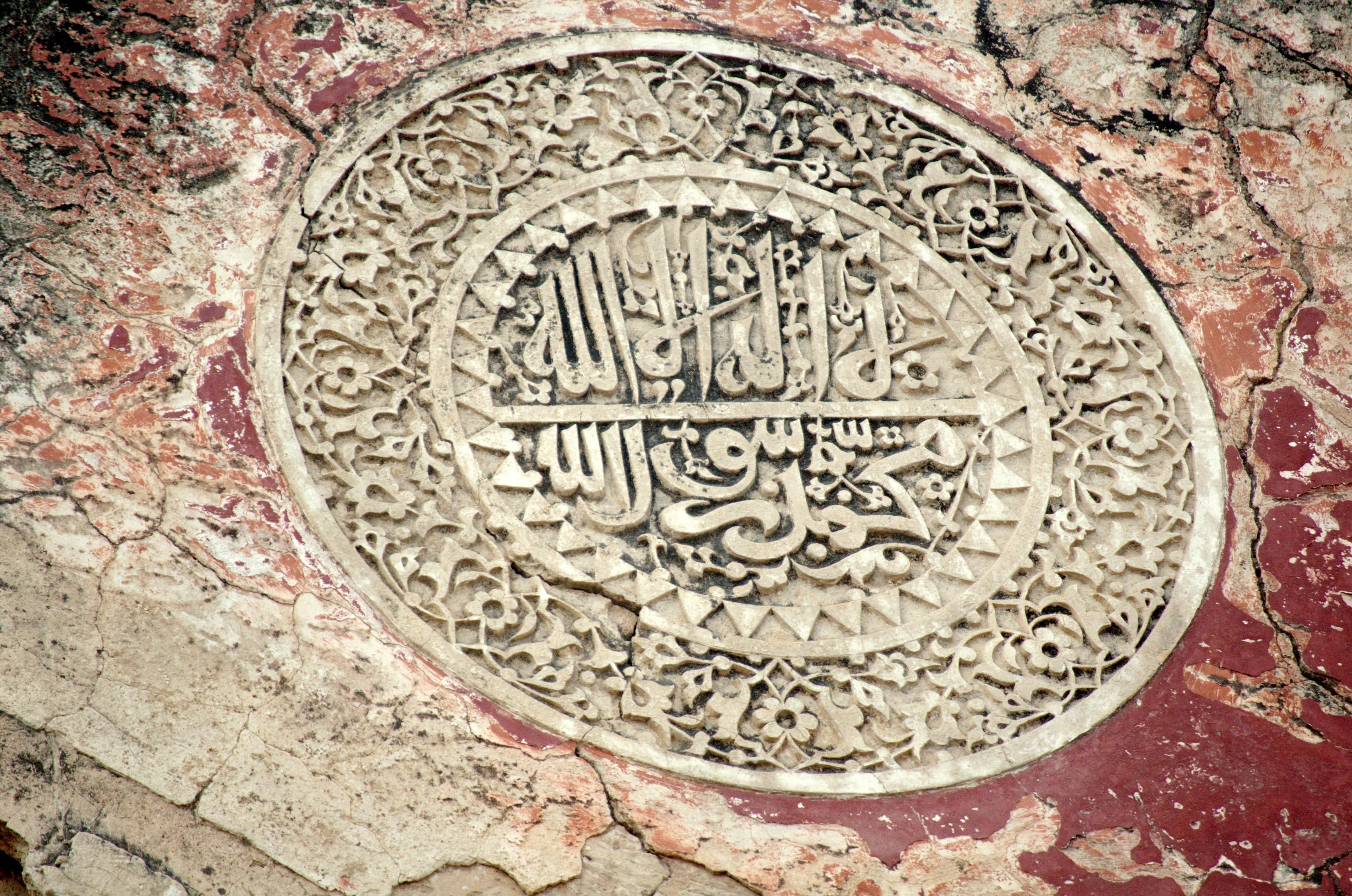
کتیبه خوشنویسی داخل مقبره
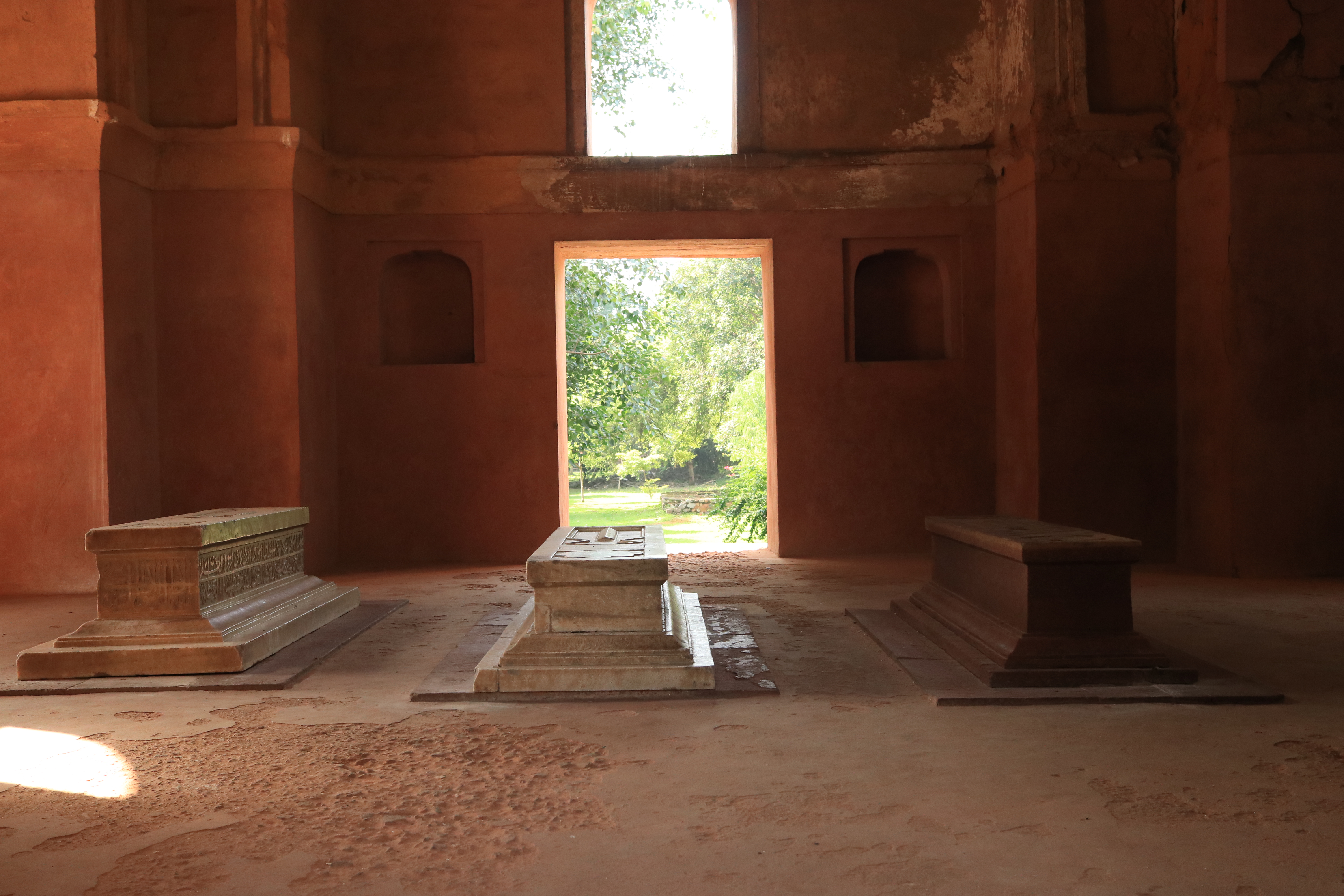
اتاق قبر سربازان گمنام
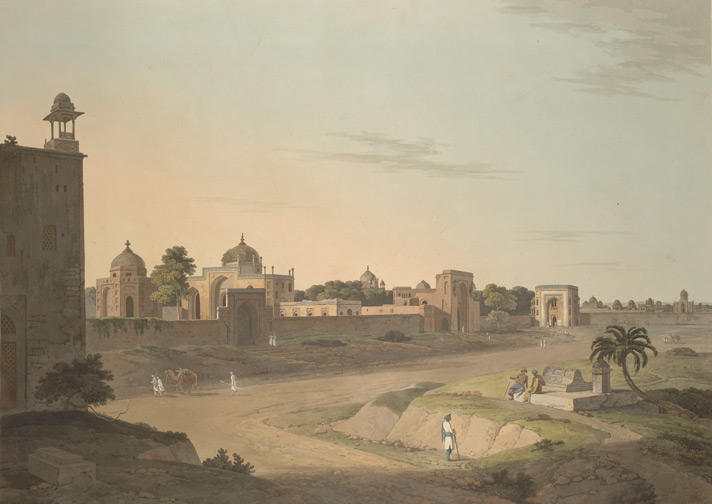
یک نقاشی از این مجموعه، ۱۸۰۳